# Hoplitis maroccana
Hoplitis maroccana är en biart som först beskrevs av Van der Zanden 1998.  Hoplitis maroccana ingår i släktet gnagbin, och familjen buksamlarbin. Inga underarter finns listade i Catalogue of Life.